# Márkus-palota (Miskolc)
A Márkus-palota Miskolcon, a Széchenyi utca 117. szám alatt áll, a Főutca északkeleti végén lévő hármas épülettömb egyikeként. 1912-ben épült, építtetője Márkus Soma terménykereskedő volt.

## Története
A telken, a mai épület helyén egy, a 19. században épült egyemeletes, négytengelyes lakóház állt, földszintjén üzlethelyiségekkel. 1903–1904-ben – egy korábbi „litográfiái műintézet és kőnyomda” helyén – Vadász M. „könyv, zenemű és papírkereskedése, kölcsönkönyvtára” működött benne, egyike a 12 miskolci nyomdának. Az elődépület helyén Márkus Soma terménykereskedő épített kétemeletes lakó- és üzletházat 1912-ben (az építési engedélyt 1911 decemberében kapta meg). Az emeleteket bérlakások foglalták el, a földszinten az 1920-as években szabóság, műszaki kereskedés és Rosemberg Lajos bútoráruháza működött. A ház magasra nyúló, timpanonos tetőszerkezete az 1930-as épek elején megváltozott, mert egy újabb, harmadik emeletet is húztak az épületre. Az államosítás után különböző boltok voltak a földszinten, az ezredforduló körül hanglemez- és könyvesbolt, elektronikai üzlet, 2017-ben zálogüzlet és műkörmös működik benne.

## Leírása
A ház legfeltűnőbb érdekessége az aszimmetria. Az első és második emeleti szinteken bal oldalon hármas tagolású, külön álló ablakok vannak, jobb oldalon széles, szintenként egyetlen háromosztatú ablak helyezkedik el, „középen” pedig keskeny erkélyajtók, előtte kicsiny, félköríves erkélyekkel, amelyek közül a második emeleti íves, az első emeleti egyenes konzolon nyugszik. Az erkélyek mellvédje oldalt falazott, elől kovácsoltvas rács. Az 1930-as években a meredek, timpanonos tetőszerkezetet beépítették, és egy harmadik emeletet alakítottak ki bérlakások számára, szimmetrikus négyaxisú (és jellegtelen) kivitelben. A második emeleti bal oldali ablak fölött látható az egykori – szintén aszimmetrikusra tervezett –, konzolokkal megtámasztott koronázópárkány, alatta szép figurális díszítéssel. A koronázópárkány az épület további szélességében kisebb kiülésű és egyenes. A második emeleti középső és jobb oldaldali nyílások fölött egyenes szemöldököt helyeztek el. A bejárat középen helyezkedik el, kapualja mintás műkő burkolattal és lábazattal van ellátva.

## Képek

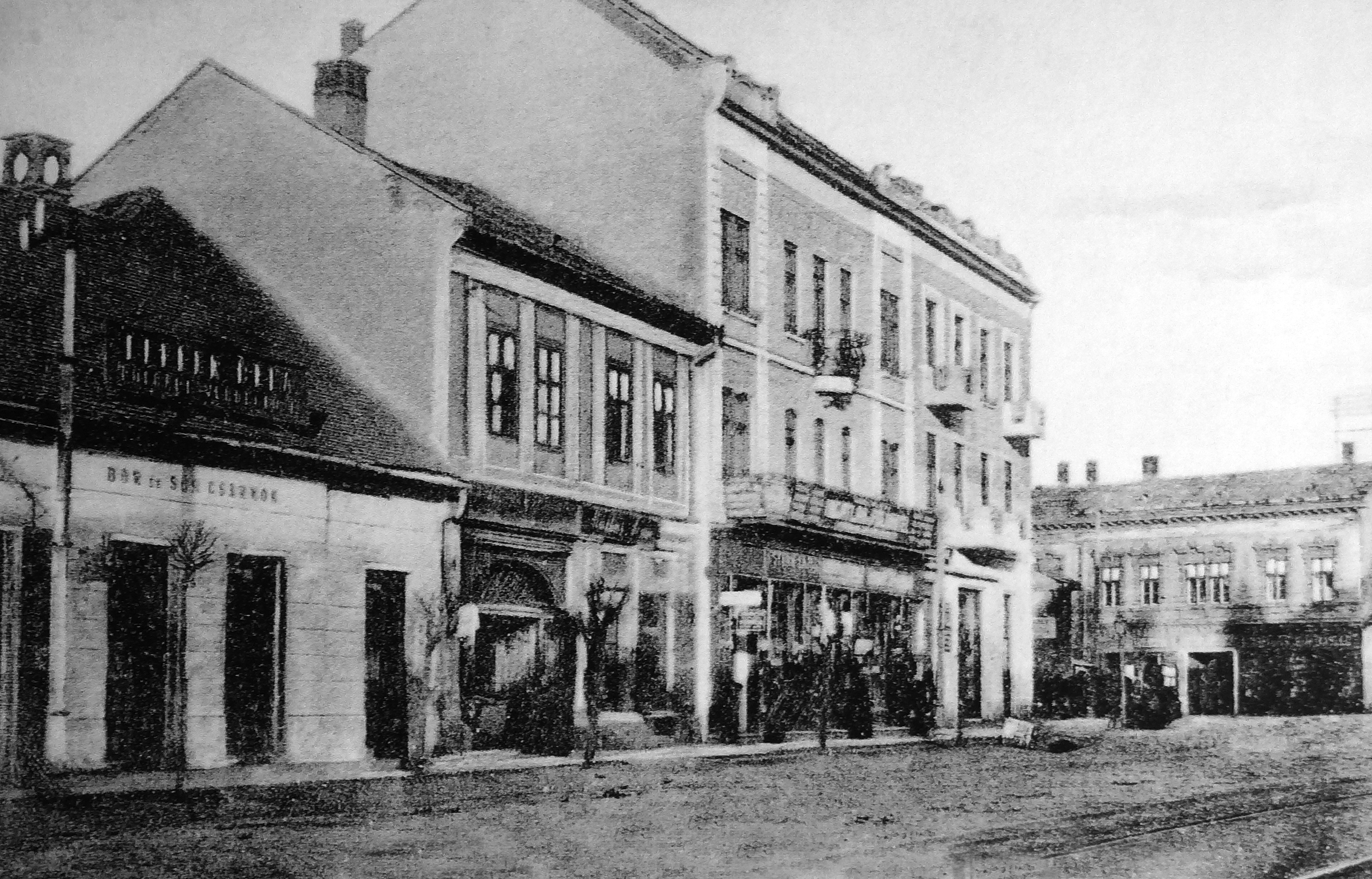
Az elődépület 1910 előtt
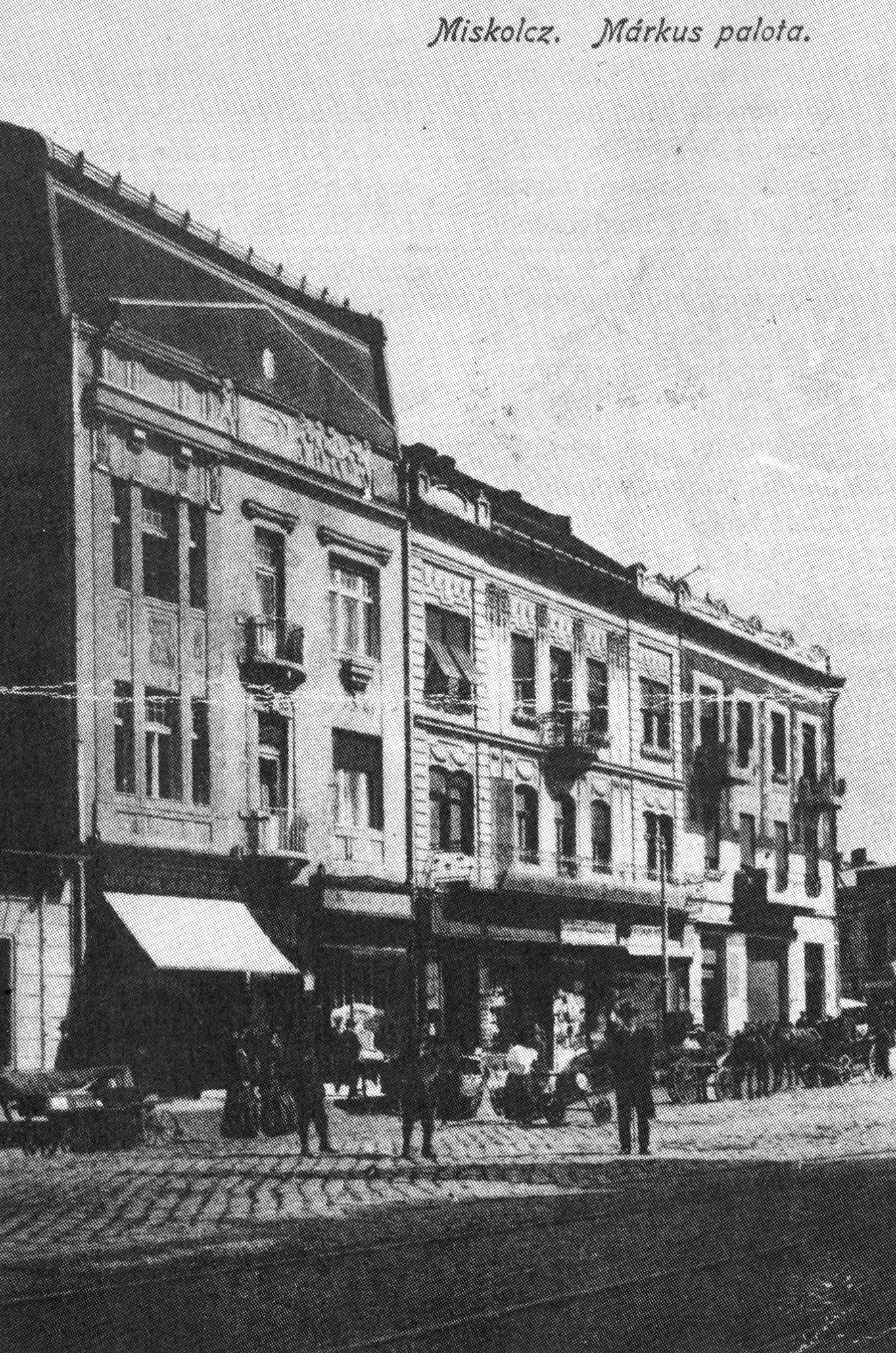
A három szomszédos épület 1920-ban
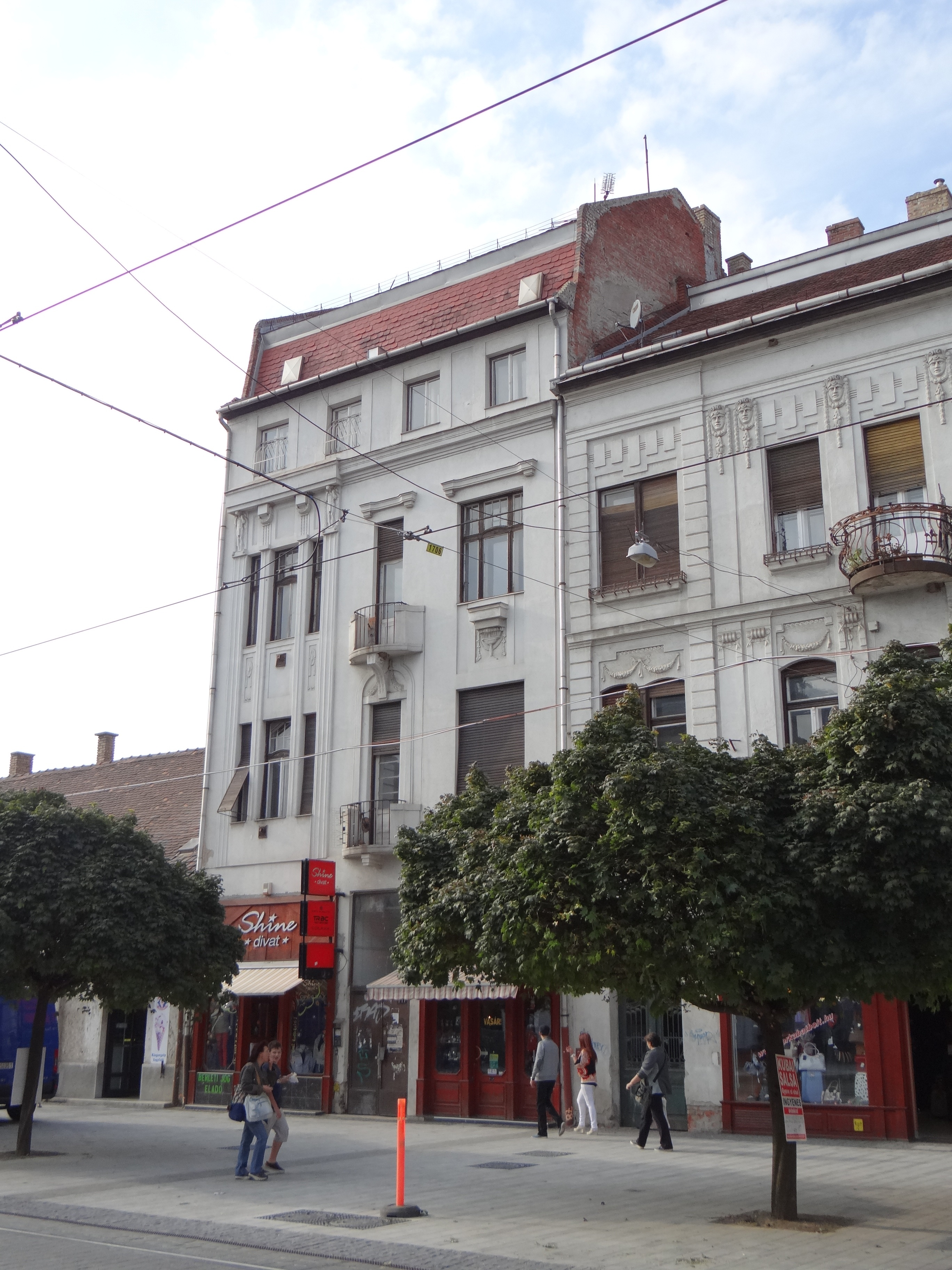
Az épület 2013-ban
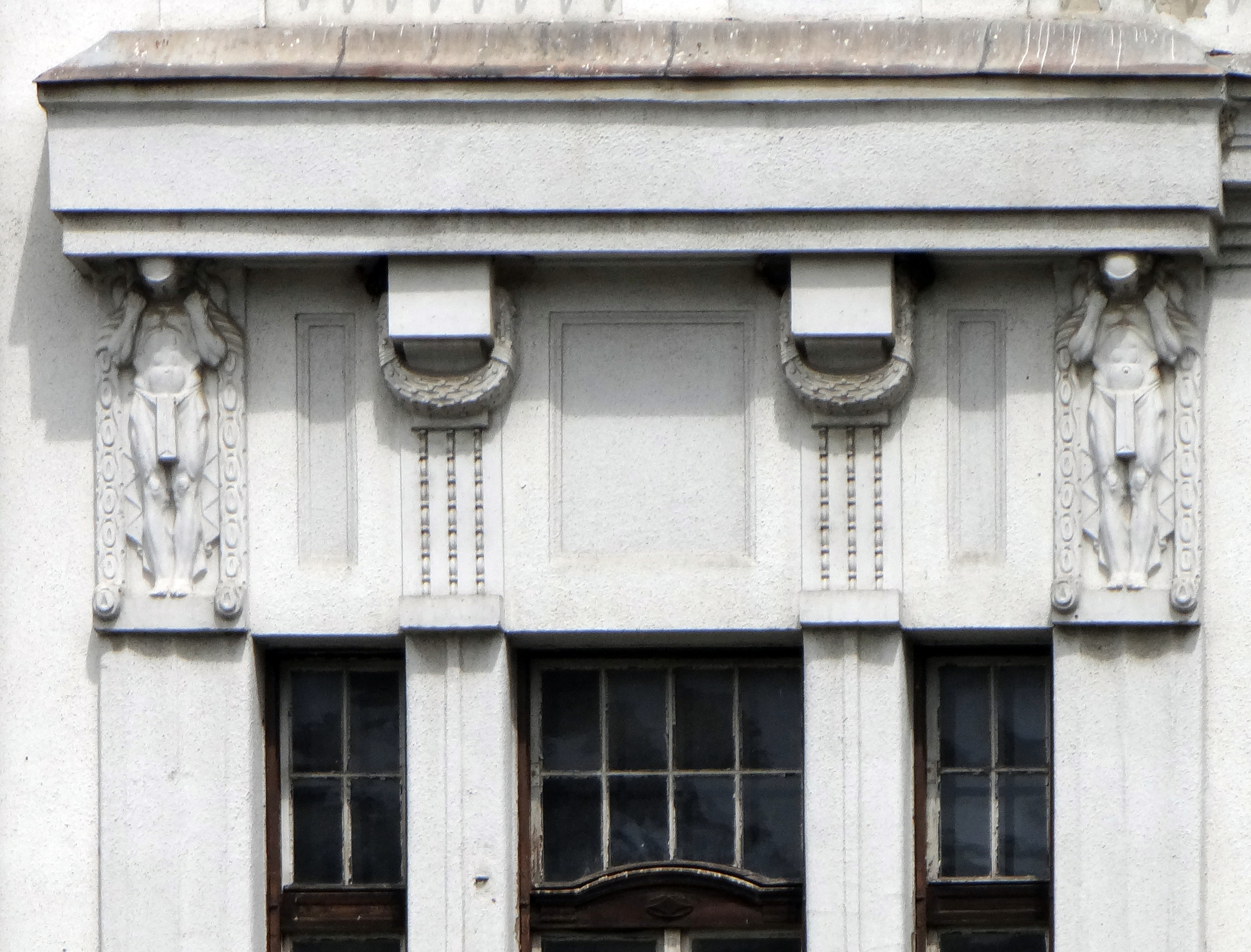
Homlokzati részlet